# Carolina Trujillo
Carolina Trujillo (Montevideo, Uruguay, 27 maart 1970) is een Uruguayaans-Nederlands schrijfster en columniste voor de NRC.

## Biografie
Trujillo werd geboren in Montevideo, maar kwam op vijfjarige leeftijd naar Nederland, samen met haar moeder en zus. Na het einde van de junta in Uruguay keerde ze terug naar haar geboorteland. In 1991 won ze een eerste prijs voor haar eerste Spaanstalige novelle en besloot ze weer naar Amsterdam te gaan. Daar voltooide ze haar studie scenarioschrijven aan de Filmacademie.

## Prijzen
- Eerste prijs Colihue romanwedstrijd Argentinië 1991, voor De exilios, maremotos y lechuzas (Spaanstalig)[1]
- Marten Toonder/Geertjan Lubberhuizenprijs 2002, voor De bastaard van Mal Abrigo (haar Nederlands debuut)
- BNG Nieuwe Literatuurprijs 2010, voor De terugkeer van Lupe Garcia (haar tweede Nederlandse roman)[2]
- Jan Hanlo Essayprijs 2019, voor Meisjes in blessuretijd [3]

## Nominaties
- AKO Literatuurprijs 2009, voor De terugkeer van Lupe Garcia (toplijst)[4]
- Anna Bijns Prijs 2012, voor De terugkeer van Lupe García[5]
- Nico Scheepmaker Beker 2017, voor Meisjes in blessuretijd[6]
- Journalistieke jaarprijs De Tegel 2019, voor Gevangenisvoetbal[7]